# Lebmach

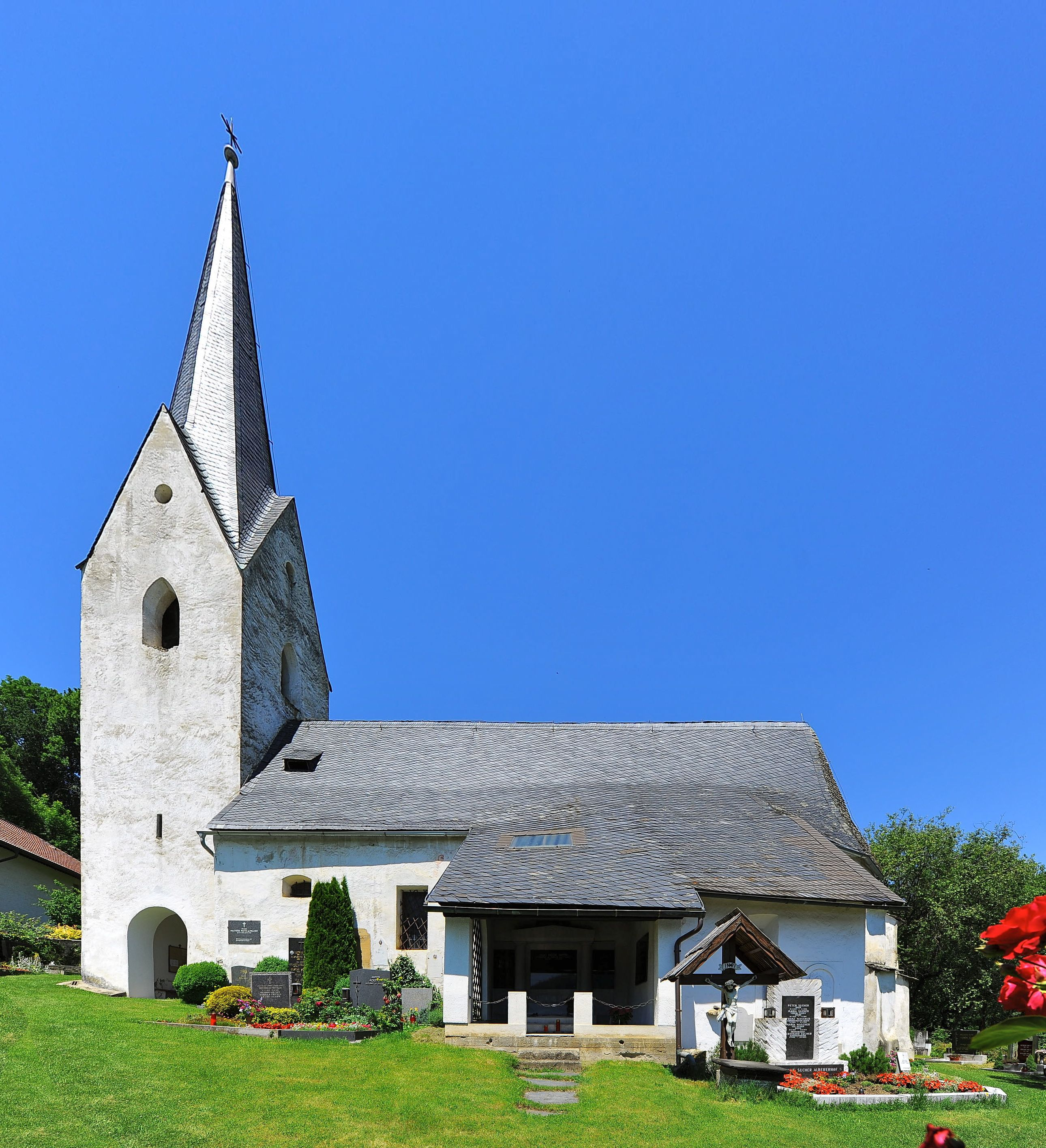
Filialkirche Lebmach

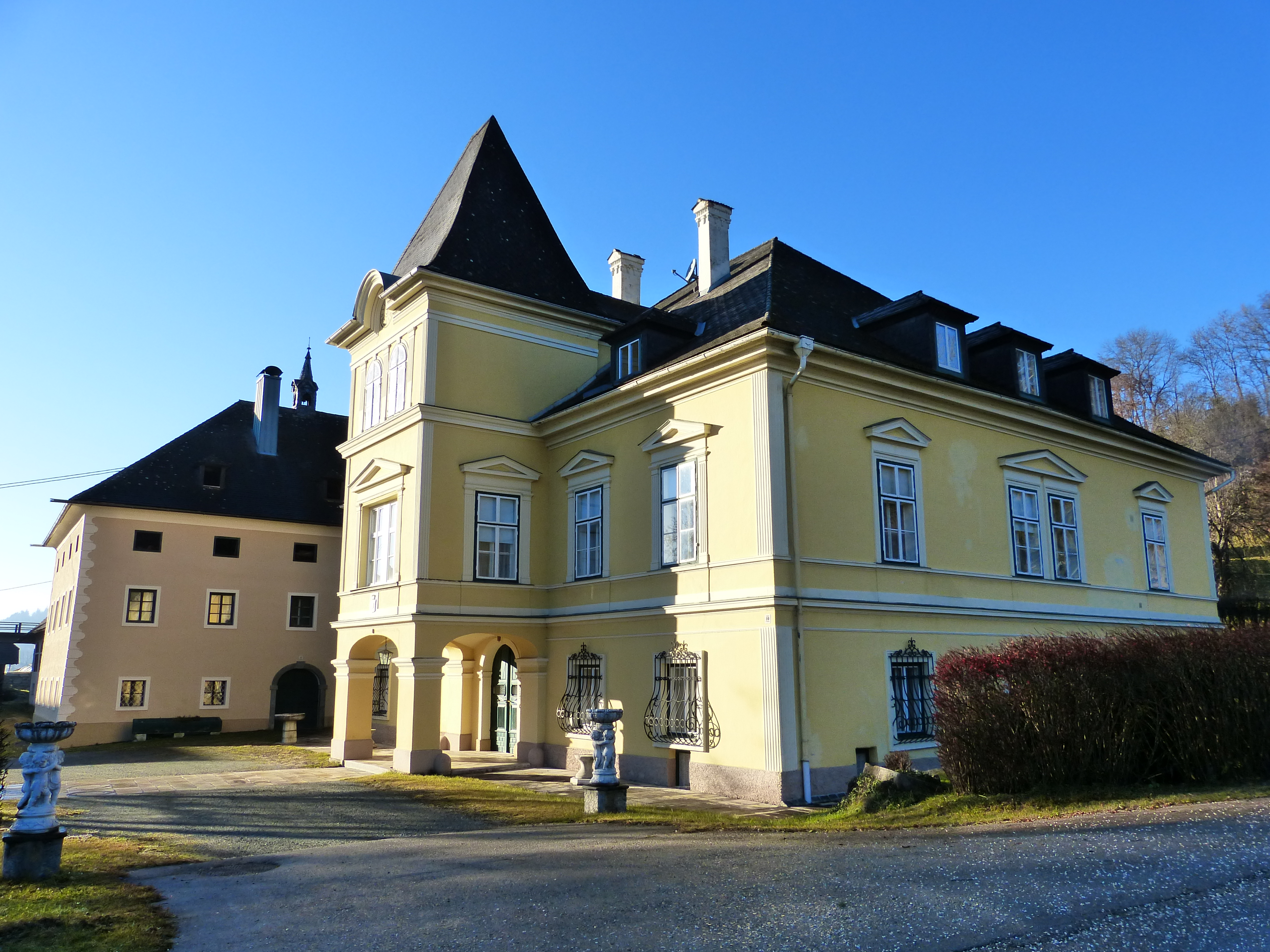
Anwesen Wutte, Lebmach

Lebmach ist ein Ort im Bezirk Sankt Veit an der Glan in Kärnten, in Österreich. Durch den Ort verläuft die Grenze zwischen den Gemeinden Liebenfels und Sankt Veit an der Glan, wodurch der Ort in zwei Ortschaften zerfällt: Die Ortschaft Lebmach in der Gemeinde Liebenfels hat 78 Einwohner (Stand 1. Jänner 2024), die Ortschaft Lebmach in der Gemeinde Sankt Veit an der Glan hat 0 Einwohner (Stand 1. Jänner 2024).

## Lage
Der Ort liegt im Süden des Bezirks Sankt Veit an der Glan, etwa 4 Kilometer südwestlich des Zentrums der Bezirkshauptstadt Sankt Veit an der Glan, am Nordrand des Glantalboden. Die Grenze zwischen den Katastralgemeinden Rosenbichl (Gemeinde Liebenfels) im Norden und Hörzendorf (Gemeinde Sankt Veit an der Glan) im Süden verläuft entlang der Ossiacher Straße, die südlich des Ortszentrums vorbeiführt.

## Geschichte vor der Teilung
Der Ort wurde schon 979 erwähnt, als Lebeniah.

## Bevölkerungsentwicklung des gesamten Orts
Für den Ort ermittelte man folgende Einwohnerzahlen:
- 1869: 15 Häuser, 104 Einwohner
- 1880: 15 Häuser, 95 Einwohner
- 1890: 14 Häuser, 104 Einwohner
- 1900: 13 Häuser, 101 Einwohner
- 1910: 15 Häuser, 153 Einwohner
- 1923: 17 Häuser, 171 Einwohner
- 1934: 150 Einwohner
- 1961: 14 Häuser, 147 Einwohner
- 2001: 28 Gebäude (davon 28 mit Hauptwohnsitz) mit 30 Wohnungen und 26 Haushalten; 83 Einwohner und 8 Nebenwohnsitzfälle; 26 Haushalte; 5 Arbeitsstätten, 5 land- und forstwirtschaftliche Betriebe
- 2011: 36 Gebäude, 73 Einwohner, 26 Haushalte, 10 Arbeitsstätten
- 2021: 38 Gebäude, 77 Einwohner, 29 Haushalte, 17 Arbeitsstätten

## Lebmach (Gemeinde Liebenfels)

### Lage
Die Ortschaft umfasst – mit Ausnahme des südlich der Ossiacher Straße gelegenen Glantalerhofs und dessen Nebengebäuden – das Dorf Lebmach sowie den nördlich außerhalb gelegenen Hof Wrießnegger.

### Geschichte
Die in der Steuergemeinde Rosenbichl befindlichen Gebäude des Orts Lebmach gehörten in der ersten Hälfte des 19. Jahrhunderts zum Steuerbezirk Rosenbichl. Bei der Schaffung der politischen Gemeinden Mitte des 19. Jahrhunderts kam der Ort zur Gemeinde Feistritz, die 1875 in Gemeinde Pulst umbenannt wurde. Seit einer Gemeindefusion 1958 gehört die Ortschaft zur Gemeinde Liebenfels.

### Bevölkerungsentwicklung
Für die Ortschaft zählte man folgende Einwohnerzahlen:
- 1869: 13 Häuser, 95 Einwohner[4]
- 1880: 13 Häuser, 88 Einwohner[5]
- 1890: 11 Häuser, 94 Einwohner[6]
- 1900: 10 Häuser, 95 Einwohner[7]
- 1910: 11 Häuser, 133 Einwohner[8]
- 1923: 12 Häuser, 154 Einwohner[9]
- 1934: 134 Einwohner[10]
- 1961: 11 Häuser, 133 Einwohner[11]
- 2001: 26 Gebäude (davon 21 mit Hauptwohnsitz) mit 28 Wohnungen; 82 Einwohner und 7 Nebenwohnsitzfälle; 25 Haushalte; 4 Arbeitsstätten, 5 land- und forstwirtschaftliche Betriebe[12]
- 2011: 34 Gebäude, 72 Einwohner, 25 Haushalte, 9 Arbeitsstätten[13]
- 2021: 36 Gebäude, 77 Einwohner, 29 Haushalte, 16 Arbeitsstätten[14]

## Lebmach (Gemeinde Sankt Veit an der Glan)

### Lage
Die Ortschaft liegt südlich an der Ossiacher Straße und umfasst das Restaurant Glantalerhof mit Nebengebäuden.

### Geschichte
Die in der Steuergemeinde Hörzendorf befindlichen Gebäude des Orts Lebmach gehörten in der ersten Hälfte des 19. Jahrhunderts zum Steuerbezirk Karlsberg. Bei der Schaffung der politischen Gemeinden Mitte des 19. Jahrhunderts kam der Ort zur Gemeinde Hörzendorf (die anfangs den Namen Gemeinde Karlsberg führte), die durch Fusion 1972 in der Gemeinde Sankt Veit an der Glan aufging.

### Bevölkerungsentwicklung
Für die Ortschaft zählte man folgende Einwohnerzahlen:
- 1869: 2 Häuser, 9 Einwohner[16]
- 1880: 2 Häuser, 7 Einwohner[17]
- 1890: 3 Häuser, 10 Einwohner[18]
- 1900: 3 Häuser, 6 Einwohner[19]
- 1910: 4 Häuser, 20 Einwohner[20]
- 1923: 5 Häuser, 17 Einwohner[21]
- 1934: 16 Einwohner[22]
- 1961: 3 Häuser, 14 Einwohner[23]
- 2001: 2 Gebäude (davon 1 mit Hauptwohnsitz) mit 2 Wohnungen; 1 Einwohner und 1 Nebenwohnsitzfall; 1 Haushalt; 1 Arbeitsstätte, 0 land- und forstwirtschaftliche Betriebe[24]
- 2011: 2 Gebäude, 1 Einwohner, 1 Haushalt, 1 Arbeitsstätte[13]
- 2021: 2 Gebäude, 0 Einwohner, 0 Haushalte, 1 Arbeitsstätte[25]